# Łasicowe Siodło
Łasicowe Siodło (ok. 1455 m) lub Jasicowe Siodło – płytka i rozległa przełęcz w północno-wschodnim grzbiecie Żółtej Turni w polskich Tatrach Wysokich. Znajduje się między Zadnim Upłazem i Łasicową Czubką (zwaną też Jasicową Czubką).
Rejon przełęczy porasta bujny las świerkowy zwany Nowym Borem. W kierunku północno-zachodnim stoki przełęczy opadają do źródliska Łasicowej Wody, we wschodnim do koryta Pańszczyckiego Potoku nieco powyżej polany Pańszczyca.
Przełęcz znana jest tylko jako miejsce na mapie. Nie prowadzi przez nią żaden szlak turystyczny, droga, ani ścieżka. Nie jest też przedmiotem zainteresowania taterników i nie wspominają o niej w swoich szczegółowych tatrzańskich przewodnikach ani Witold Henryk Paryski, ani Władysław Cywiński.